# Hollywood$
Hollywood$ – singel polskiego rapera PlanBe, promujący album studyjny, zatytułowany Insomnia. Singel został wydany 9 marca 2017.
Nagranie otrzymało w Polsce status podwójnej platynowej płyty, przekraczając liczbę 40 tysięcy sprzedanych kopii.

## Geneza utworu i historia wydania
Utwór napisali i skomponowali Feliepe i Bartosz Krupa.
Singel ukazał się w formacie digital download 9 marca 2017 w Polsce za pośrednictwem wytwórni płytowej QueQuality. Kompozycja została umieszczona na debiutanckim albumie studyjnym PlanBe – Insomnia.
Do utworu powstał teledysk, który udostępniono w dniu premiery singla za pośrednictwem serwisu YouTube.

## Certyfikaty
| Kraj          | Certyfikat         | Sprzedaż |
| ------------- | ------------------ | -------- |
| Polska (ZPAV) | 2x platynowa płyta | 40 000+  |